# Cova del pirata Dragut
La cova del pirata Dragut està localitzada al municipi valencià de Cullera. En aquesta cova, el bucaner turc Dragut i els seus homes es van amagar, el 25 de maig de 1550, abans d'assaltar la vila. La cova ha estat reconvertida en museu, l'únic de tota la península dedicat a la pirateria (a data del 2018). Els pirates, els seus atacs i els sistemes utilitzats per a la seva defensa concentren els fons del museu de la cova del pirata Dragut, amb la pirateria mediterrània en el segle xvi com a temàtica principal. El museu inclou una rèplica a mida real de la galera que va fer servir Dragut per assaltar Cullera.